# 哈马诺塔山

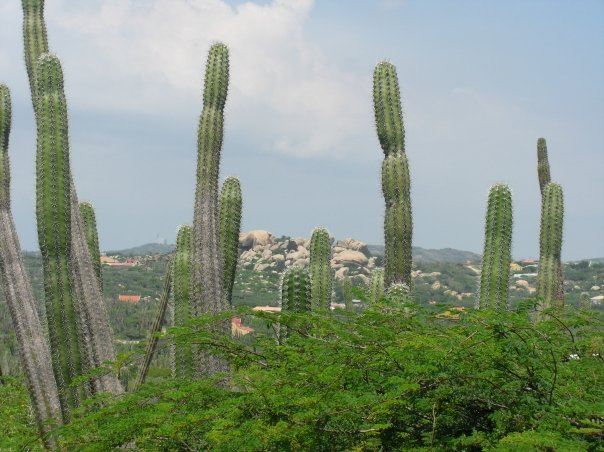

哈马诺塔山（Mount Jamanota）是荷兰王国在加勒比海构成国阿鲁巴的最高点，其海拔高度和地形突起度为188米。该山在阿勒柯克國家公園范围内。野生山羊、阿鲁巴响尾蛇、驴们都自由漫步在这座山上。
12°29′14″N 69°56′25″W / 12.4872°N 69.9403°W